# Urrácal
Urrácal er en by og kommune i det sydøstlige Spanien i provinsen Almería. Den har et indbyggertal på 350 (2024) indbyggere.